# 펄라 헤이니자딘
펄라 헤이니자딘(영어: Perla Haney-Jardine, 1997년 5월 2일 ~ )은 브라질, 미국의 배우이다. 영화 《킬 빌》에서 빌의 딸 역으로 출연했고 《스파이더맨 3》에서도 샌드맨의 어린 딸 역으로 나왔었다.

## 출연 작품
- 킬 빌 2부
- 스파이더맨 2
- 스티브 잡스